# Alan Dinehart
Alan Dinehart (parfois crédité Allan Dinehart) est un acteur, dramaturge et metteur en scène américain, de son nom complet Alan Mason Dinehart, né le 3 octobre 1889 à Saint Paul (Minnesota), mort le 17 juillet 1944 à Los Angeles — Quartier d'Hollywood (Californie).

## Biographie
Alan Dinehart entame sa carrière d'acteur au théâtre et joue à Broadway (New York) entre 1918 et 1941, exclusivement dans des pièces. Pour la scène new-yorkaise, il est également dramaturge (deux pièces) et metteur en scène (dix pièces, une revue et une comédie musicale). Il est notamment l'auteur (conjointement avec Joseph Carole) de la dernière pièce qu'il interprète à Broadway, Separate Rooms, représentée 613 fois de mars 1940 à septembre 1941, aux côtés de Glenda Farrell et Lyle Talbot.
Au cinéma, son premier film est The Brat de John Ford (où il partage la vedette avec Sally O'Neil et Frank Albertson), sorti en 1931. Il contribue en tout à quatre-vingt-neuf films américains (musicaux entre autres), les sept derniers sortis en 1944, année de sa mort prématurée d'une crise cardiaque.
Parmi ses autres films notables, citons Jimmy the Gent de Michael Curtiz (1934, avec James Cagney et Bette Davis), L'Enfer de Harry Lachman (1935, avec Spencer Tracy et Claire Trevor), L'amiral mène la danse de Roy Del Ruth (1936, avec Eleanor Powell et James Stewart), ou encore Hôtel pour femmes de Gregory Ratoff (1939, avec Ann Sothern et Linda Darnell).

## Théâtre (à Broadway)
(pièces, comme acteur, sauf mention contraire ou complémentaire)
- 1918 : A Very Good Young Man de Martin Brown
- 1919 : The Challenge d'Eugene Walter
- 1919 : There's a Crowd d'Earl Derr Biggers et Christopher Morley
- 1919-1920 : Les Bas-fonds (На дне - The Lower Depths retitrée Night Lodging) de Maxime Gorki, avec Rosalind Ivan, Edward G. Robinson
- 1920 : Big Game de Willard Robertson et Kilbourn Gordon, avec Charles Halton
- 1920 : The Blue Flame de George V. Hobart et John Willard, avec Theda Bara, DeWitt Jennings
- 1920-1921 : The Mirage de (et mise en scène par) Edgar Selwyn, avec John Alexander
- 1922 : Lawful Larceny de Samuel Shipman, avec Sara Haden, Lowell Sherman
- 1922 : The Exciters de Martin Brown, mise en scène d'Edgar Selwyn, avec Tallulah Bankhead, Aline MacMahon
- 1922-1923 : Rose Briar de Booth Tarkington, production de Florenz Ziegfeld, avec Billie Burke
- 1923 : Two Fellows and a Girl de Vincent Lawrence, production de George M. Cohan, avec John Halliday
- 1924 : Cheaper to marry de Samuel Shipman, avec Berton Churchill, Florence Eldridge, Robert Warwick
- 1925 : Applesauce de Barry Conners, avec Clara Blandick, Walter Connolly, William Holden (comme acteur et metteur en scène)
- 1925-1926 : The Patsy de Barry Conners (comme metteur en scène)
- 1926 : Treat 'em Rough de Fanny et Frederic Hatton, avec Walter Connolly, Genevieve Tobin (comme acteur et metteur en scène)
- 1926 : Up the Line d'Henry Fisk Carlton, avec Louis Calhern (comme metteur en scène)
- 1926-1927 : Americana, revue, musique de Con Conrad et Henry Souvaine, livret de J.P. McEvoy, musique et lyrics additionnels de George et Ira Gershwin, Philip Charig et Morrie Ryskind (comme metteur en scène, conjointement avec Larry Ceballos)
- 1927 : Sinner de Thompson Buchanan, avec Raymond Walburn (comme metteur en scène)
- 1927 : Merry-Go-Round, comédie musicale, musique d'Henry Souvaine et Jay Gorney, lyrics et livret de Morrie Ryskind et Howard Dietz, avec Etienne Girardot (comme metteur en scène)
- 1927 : Creoles de Samuel Shipman et Kenneth Perkins
- 1928 : The Silent House de John G. Brandon et George Pickett, avec Luis Alberni
- 1928 : The Breaks de J.C. et Elliott Nugent, avec Sylvia Sidney, J.C. et Elliott Nugent (comme metteur en scène, conjointement avec J.C. Nugent)
- 1928 : Le Père (Fadren / The Father) d'August Strindberg, adaptation de Robert Whittier (comme metteur en scène)
- 1928 : Girl Trouble de Barry Conners, avec Sara Haden (comme acteur et metteur en scène)
- 1929 : The Marriage Bed d'Ernest Pascal, avec Helen Flint, Elizabeth Patterson
- 1929 : Queen Bee de Louise Fox Connell et Ruth Hawthorne, avec Brian Donlevy, Ian Keith (comme metteur en scène)
- 1930 : The Ninth Guest de (et mise en scène par) Owen Davis, avec Berton Churchill
- 1934 : Alley Cat (comme auteur — conjointement avec Samuel Shipman —, acteur  et metteur en scène)
- 1937 : Behind Red Lights de Samuel Shipman et Beth Brown
- 1940-1941 : Separate Rooms, avec Glenda Farrell, Lyle Talbot (comme auteur — conjointement avec John Carole —, acteur et régisseur)

## Filmographie partielle
- 1931 : The Brat de John Ford

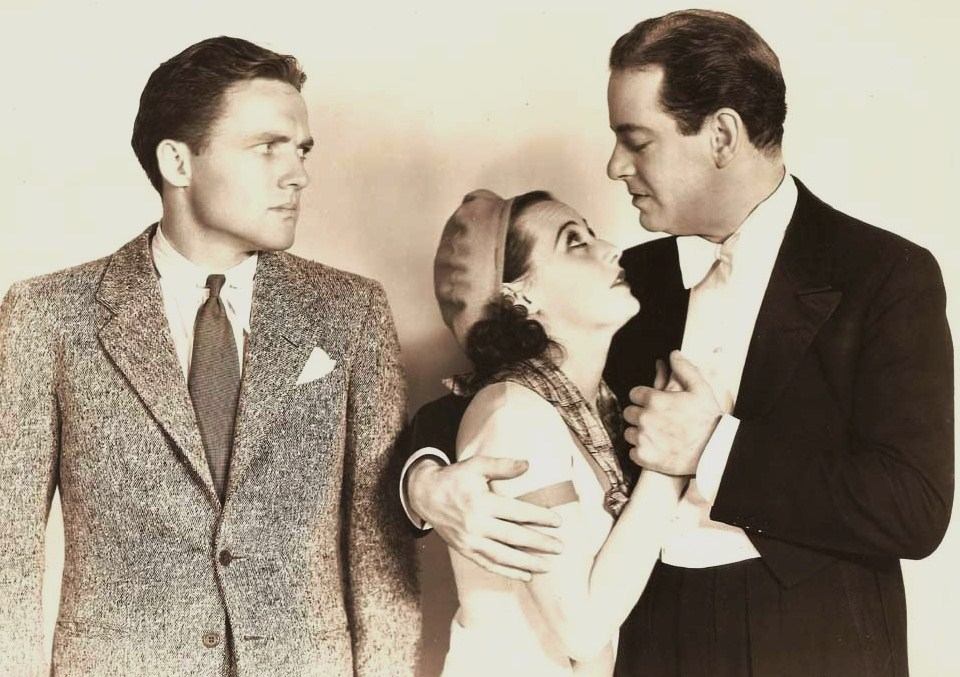
De g. à d. : Frank Albertson, Sally O'Neil et Alan Dinehart, dans The Brat (1931, photo promotionnelle)

- 1931 : Girls About Town de George Cukor
- 1932 : Bachelor's Affairs d'Alfred L. Werker
- 1932 : Okay, America!, de Tay Garnett
- 1932 : Rackety Rax d'Alfred L. Werker
- 1932 : Street of Women d'Archie Mayo
- 1932 : Disorderly Conduct de John W. Considine Jr.
- 1932 : Lawyer Man (en) de William Dieterle
- 1933 : A Study in Scarlet d'Edwin L. Marin
- 1933 : Le Tyran de la jungle (en) (Fury of the Jungle) de Roy William Neill
- 1933 : The World Changes de Mervyn LeRoy
- 1933 : Bureau des personnes disparues (Bureau of Missing Persons) de Roy Del Ruth
- 1933 : Grand Bazar (Sweepings) de John Cromwell
- 1933 : Dance, Girl, Dance de Frank R. Strayer
- 1933 : Supernatural de Victor Halperin
- 1933 : The Sin of Nora Moran de Phil Goldstone
- 1934 : La P'tite Shirley (Baby take a Bow) de Harry Lachman
- 1934 : Jimmy the Gent de Michael Curtiz
- 1934 : Patte de chat (The Cat's Paw) de Sam Taylor
- 1934 : Un voyage mouvementé (Cross Country Cruise) réalisé par Edward Buzzell
- 1935 : L'Enfer (Dante's Inferno) de Harry Lachman
- 1935 : Votez pour moi (Thanks a Million) de Roy Del Ruth
- 1935 : The Payoff (en) de Robert Florey
- 1935 : Un amoureux aux enchères (The Lottery Lover) de Wilhelm Thiele
- 1936 : L'amiral mène la danse (Born to dance) de Roy Del Ruth
- 1936 : Cargaison humaine (Human Cargo) d'Allan Dwan
- 1936 : Charlie Chan aux courses (Charlie Chan at the Race Track) d'H. Bruce Humberstone
- 1936 : The Crime of Dr. Forbes de George Marshall
- 1936 : C'était inévitable (It had to happen) de Roy Del Ruth
- 1937 : Sa dernière chance (This is My Affair) de William A. Seiter
- 1937 : Big Town Girl (en) d'Alfred L. Werker
- 1937 : Nuits d'Arabie (Ali Baba goes to Town) de David Butler
- 1937 : Un taxi dans la nuit (en) (Midnight Taxi) d'Eugene Forde
- 1937 : Week-end mouvementé (Fifty Roads to Town) de Norman Taurog
- 1937 : Charmante Famille (Danger : Love at Work) d'Otto Preminger
- 1938 : Mam'zelle vedette (Rebecca of Sunnybrook Farm) d'Allan Dwan
- 1938 : Up the River (en) d'Alfred L. Werker
- 1939 : Mon mari conduit l'enquête (Fast and Loose) d'Edwin L. Marin
- 1939 : Le Poignard mystérieux (Slightly Honorable) de Tay Garnett
- 1939 : Hôtel pour femmes (Hotel for Women) de Gregory Ratoff
- 1939 : Tout se passe la nuit (Everything Happens at Night) d'Irving Cummings
- 1939 : La Fille du nord (Second Fiddle) de Sidney Lanfield
- 1939 : Le Roi du turf (en) (King of the Turf) d'Alfred E. Green
- 1939 : La Maison de l'épouvante (The House of Fear) de Joe May
- 1942 : Girl Trouble d'Harold D. Schuster
- 1943 : Rosie l'endiablée (Sweet Rosie O'Grady) d'Irving Cummings
- 1943 : The Heat's On de Gregory Ratoff
- 1944 : Le Troubadour de Broadway (Minstrel Man) de Joseph H. Lewis et Edgar G. Ulmer
- 1944 : Surprise-partie (Johnny doesn't live Here any more) de Joe May
- 1944 : Oh, What a Night de William Beaudine
- 1944 : A WAVE, a WAC and a Marine (en) de Phil Karlson
- 1944 : Sept Jours à terre (Seven Days Ashore) de John H. Auer